# Angels Flight
Angels Flight, também conhecido como Angels's Flight', é uma via estreita funicular ferroviária, localizada em Los Angeles, Califórnia, nos Estados Unidos. Foi construída por duas empresas em 1901: Merceau Bridge & Construction Co. e Trem & Williams.
Foi fechada em 5 de outubro de 2013 após um descarrilamento. A investigação deste incidente levou à descoberta de problemas de segurança potencialmente graves tanto na concepção como na operação do funicular, permanecendo inativo até hoje, mas preservado como uma estrutura do Registro Nacional de Lugares Históricos, o qual foi designado em 13 de outubro de 2000.